# الأسد واليونيكورن (مجلة)
الأسد واليونيكورن  هي مجلة أكاديمية تأسست في عام 1977. تدرس أدب الأطفال من وجهة نظر علمية تغطي صناعة النشر والمؤلفين، والثقافة الشعبية، وغيرها من الموضوعات. يتم نشر المجلة ثلاث مرات كل عام في يناير وأبريل وسبتمبر من قِبل مطبعة جامعة جونز هوبكينز.